# Treriksrøysa

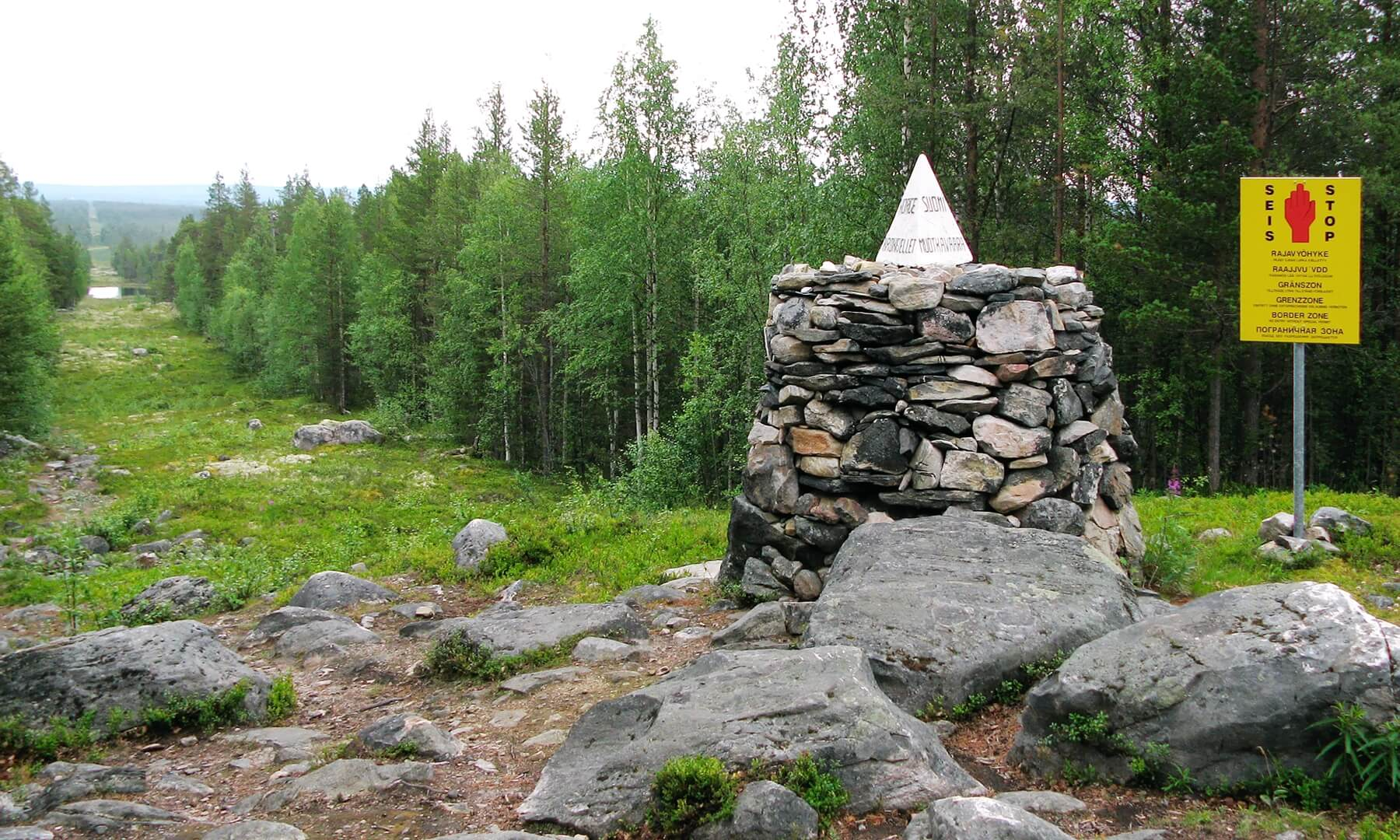
Treriksrøysa auf der Grenze zwischen Norwegen, Finnland und Russland

Als Treriksrøysa (Bokmål: Drei-Staaten-Steinmann) werden die zwei Dreiländerecke im Verlauf der norwegischen Grenze bezeichnet.
Der gemeinsame Grenzpunkt von Norwegen, Finnland und Schweden liegt nördlich von Kiruna und ist im deutschsprachigen Raum unter seiner schwedischen Bezeichnung Treriksröset bekannt.
Am zweiten Dreiländereck stoßen die Grenzen Norwegens, Finnlands und Russlands zusammen; es liegt südlich der Stadt Kirkenes am Ende des Pasvik-Tales und ist lediglich zu Fuß erreichbar.